# Roberto de Chomón-Ruiz
Robert de Chomón-Ruiz, detto Roberto (Parigi, 1897 – Torino, 1957), è stato un direttore della fotografia ed operatore cinematografico francese.

## Biografia
Figlio del famoso cineasta spagnolo Segundo de Chomón e dell'attrice francese Julienne Mathieu, nel 1912 seguì il padre e si stabilì in Italia, dove lavorò per l'Itala Film. Nella casa cinematografica italiana fu dapprima aiuto-operatore del padre, e successivamente fu anche cameraman e fotografo in alcuni film.
Dopo l'esperienza cinematografica, e alla morte del padre avvenuta nel 1929, si stabilì definitivamente a Torino assieme alla madre e si occupò della gestione del laboratorio fotografico privato, che lo stesso Segundo de Chomón aveva fondato qualche anno prima nella città piemontese.